# Tioga Hill
Der Tioga Peak ist ein abgerundeter Berggipfel von 290 m (nach anderer Quelle 278 m) Höhe auf Signy Island im Archipel der Südlichen Orkneyinseln. Er ragt auf der Westseite des Kopfendes des McLeod-Gletschers auf und ist der höchste Punkt der Insel.
Das UK Antarctic Place-Names Committee benannte ihn 1954 nach dem 1890 gebauten norwegischen Fabrikschiff Tioga, das zwischen 1911 und 1912 für den Walfang in den Gewässern um die Südlichen Orkneyinseln operierte und am 4. Februar 1913 nahe dem Port Jebsen im Sturm sank.